# Делта (Юта)
Вижте пояснителната страница за други значения на Делта.
Делта (на английски: Delta) е град в окръг Милард, щата Юта, САЩ. Делта е с население от 3209 жители (2000) и обща площ от 8,2 km². Намира се на 1414 m надморска височина. ЗИП кодът му е 84624, а телефонният му код е 435.

## Известни личности
Родени в Делта
- Криси Тийгън (р. 1985), телевизионна водеща